# Tajmuras Mamsurov
Tajmuras Dsambekovitj Mamsurov (Russisk: Таймура́з Джамбе́кович Мамсу́ров; født 13. april 1954 i Beslan) er en russisk civilingeniør, politiker og nuværende præsident for den russiske republik Nordossetien. Han tog over fra Aleksandr Dsasokhov, som frivilligt trådte tilbage den 31. maj 2005.
Tajmuras Mamsurov er gift og har fire børn; en søn og tre døtre.